# 797-es számú hajó
A 797-es számú hajó a Japán Birodalmi Haditengerészet Jamato osztály ötödik csatahajója lett volna.
A Jamato osztályt eredetileg négy hajóra tervezték, de utólag megrendeltek egy ötödik egységet is. Ez a Sinano és a 111-es számú hajó elrendezése szerint épült volna, azzal a különbséggel, hogy itt már eleve lemondtak az oldalsó 155 mm-es tornyok beépítéséről, és helyettük újabb 12 darab 100 mm-es légvédelmi ágyút szereltek volna fel, melyekből a csatahajó így összesen 24 darabbal rendelkezett volna. A háború kitörésekor a rendelést törölték, az építést el sem kezdték.

## Fordítás
- Ez a szócikk részben vagy egészben  a   Yamato class battleship című angol Wikipédia-szócikk fordításán alapul.  Az eredeti cikk szerkesztőit annak laptörténete sorolja fel. Ez a jelzés csupán a megfogalmazás eredetét és a szerzői jogokat jelzi, nem szolgál a cikkben szereplő információk forrásmegjelöléseként.